# Římskokatolická farnost Cotkytle
Římskokatolická farnost Cotkytle je územní společenství římských katolíků v děkanátu Zábřeh s farním kostelem svatého Jana Nepomuckého.

## Historie farnosti
Farní kostel je poprvé zmiňovaný roku 1350. Původně byl zasvěcený Nanebevstoupení Páně. Roku 1726 byl úplně přestavěn a zasvěcen svatému Janovi Nepomuckému. Roku 1776 zde bylo zřízeno lokální kaplanství, roku vznikla 1784 samostatná lokalie, která byla roku 1843 povýšená na farnost.

## Duchovní správci
Administrátorem excurrendo je od července 2016 R. D. Mgr. Jacek Piotr Brończyk.

## Bohoslužby
| Kostel                   | Místo    | Bohoslužba (den) | Hodina                                    | Poznámka     |
| ------------------------ | -------- | ---------------- | ----------------------------------------- | ------------ |
| svatého Jana Nepomuckého | Cotkytle | neděle pondělí   | 11.00 16.00 (zimní čas)/17.00 (letní čas) | farní kostel |

## Aktivity farnosti
V roce 2013 ve farnosti udělovat svátost biřmování generální vikář Josef Nuzík. 
Každoročně se ve farnosti koná tříkrálová sbírka, v roce 2016 se při ní vybralo v Cotkytli 10 500 korun, ve Strážné 4 271 korun.
Pro farnost, stejně jako další farnosti děkanátu Zábřeh vychází každý týden Farní informace.